# Coco Chanel
Gabrielle "Coco" Chanel (Saumur, 19. kolovoza 1883. – Pariz, 10. siječnja 1971.), francuska modna kreatorica, pionirka u svijetu mode. 
Smatra se najznačajnijom osobom modnog dizajna u 20. stoljeću. Rođena je u malom mjestu Saumuru. Nakon rođenja, njen otac napušta obitelj, pa su njegova djeca prepuštena na skrb rođacima i sirotištu. 1909. godine otvara prvi dućan za prodaju ženskih šešira, te postaje toliko uspješna da se u roku od jedne godine preseljava u Rue Cambon, vrlo prestižnu lokaciju u Parizu. Iako je bila genijalka, najviše je se pamti po dva izuma: parfemu Chanel No. 5, koji je lansiran 1923. godine, i Chanel odijela koji se sastoji od suknje do koljena i sakoa. Njen izum je i mala crna haljina koju je osobito popularnom učinila velika glumica Audrey Hepburn. Mala crna haljina može se nositi i po danu, ali i za večernji izlazak, sve ovisi o dodacima. Iako su suknje postojale i prije nje, Coco Chanel ih je pretvorila u obvezni standard. Smatrala je jednostavnost ključem istinske elegancije. Nadimak "Coco" koji znači ljubimac navodno je dobila u kafiću La Rotonde na Montparnasseu. Pjevala je u kabaretu, a kad bi publika htjela još, vikali bi Coco i ime je ostalo.
Imala je niz ljubavnika i prosaca, ali se nikada nije udala. Pretvorila je pariški hotel Ritz u svoj dom, gdje je živjela preko 30 godina. Tamo je stanovala čak i tijekom nacističke okupacije Francuske, a posebno je napadana zbog toga što je imala nacističkog oficira za ljubavnika. To su joj Francuzi teško oprostili, iako je rehabilitirala svoj ugled nakon što je završio Drugi svjetski rat. Osim stana poviše butika u Rue Cambon, imala je i vilu La Pausa u gradiću Roquebranu na francuskoj rivijeri.
Portretirana je na filmu i u kazalištu gdje je napravljen mjuzikl, a glavnu ulogu tumačila je Katharine Hepburn. Posljednje godine života provela je u švicarskom gradu Lausanni, u čijem hotelu Ritz i umire 1971. godine. Imala je 88 godina. Tamo je i pokopana, a grob joj okružuje pet kamenih lavova. Nakon dugih borbi za vodstvo kuće Chanel, na njeno čelo došao je Karl Lagerfeld.